# Ilinca Manolache
Ilinca Manolache (* 1. August 1985 in Bukarest) ist eine rumänische Schauspielerin.

## Leben
Ilinca Manolache wurde in eine Familie von Schauspielerinnen und Schauspielern hineingeboren. Sie studierte an der Nationaluniversität der Theater- und Filmkunst „Ion Luca Caragiale“ in Bukarest. Nach ihrem Abschluss arbeitete sie am Teatrul Mic. Manolache arbeitete zunächst zehn Jahre an den größten rumänischen Staatstheatern, zum Beispiel am Nationaltheater Bukarest oder am Bulandra Theater, aber auch in unabhängigen Spielstätten wie Green Hours und Godot.

## Werk

### Erwarte nicht zu viel vom Ende der Welt (2023)
Dieser Spielfilm handelt von einer überarbeiteten und unterbezahlten Produktionsassistentin Angela Raducani. Sie fährt durch Bukarest, um das Casting für ein Video zum Thema Sicherheit am Arbeitsplatz zu drehen, das von einem multinationalen Unternehmen in Auftrag gegeben wurde. Manolache ist in der Hauptbesetzung zu sehen und spielt die Rollen von Angela Raducani und Bobita. Manolaches eigene Mutter spielt in diesem Film die Rolle von Angelas Mutter (dargestellt von der Schauspielerin Rodica Negrea), während ihr Freund Popa im Film ihren Partner verkörpert.
Manolache erfand ihr Alter Ego Bobita während des Lockdowns der COVID-19-Pandemie im Jahr 2021. Frustriert von der weitgehend konservativen Theaterszene, wollte sie etwas Persönliches machen und ließ sich von einer Reihe von Videos inspirieren, die Margaret Qualley mit der Autorin und Regisseurin Miranda July drehte. Manolache entdeckte dabei den Filter für Bobita auf Snapchat. Bobita war ursprünglich eine reine Kreation von Manolache, die in der Figur einen Akt des satirischen Widerstands sieht und eine Karikatur von Andrew Tate darstellt. Sie bot die Figur Radu Jude an, der daraus den Film entwickelte.
Manolache hatte bereits in kleineren Rollen mit Radu Jude zusammengearbeitet. Als er ihr das fertige Drehbuch gab, war sie begeistert:

„Sobald Radu es mir gab, las ich es atemlos. Ich dachte, es sei ein Meisterwerk. Es stellte viele Situationen dar, die ich auch erlebte. Ich spüre keinen großen Unterschied zwischen mir und Angela. Ich war überwältigt.“

Manolache konzentrierte sich in ihrer Interpretation von Bobita hauptsächlich auf toxische Männlichkeit, Jude gab ihm Meinungen zu Religion und Politik.
Manolache fühlte sich durch ihren Avatar repräsentiert:

„Und ich habe es genau als Kritik an dieser auf allen Ebenen supergiftigen Gesellschaft geschaffen – sowohl aus kapitalistischer Sicht, aber auch aufgrund der frauenfeindlichen sozialen Dynamiken, denen ich überall in meinem Leben begegne.“

Jude bezeichnet Manolache als ausgesprochene Feministin, die mit ihrer Figur Sexismus kritisiere. Manolache übertreibt dabei bestehende vulgäre Ausdrucksweisen bewusst, um sie zu kritisieren und sichtbar zu machen.
Manolache sieht sich als Künstlerin in der Verantwortung gegenüber dem Publikum, nicht nur Unterhaltung zu bieten, sondern auch gesellschaftliche Themen und kritische Perspektiven aufzugreifen. Kunst soll ihrer Meinung nach Grenzen hinterfragen und gesellschaftliche Tabus aufbrechen. Sie betont in Interviews, dass es in der Kunstwelt wichtig ist, sich zu positionieren, um Veränderungen zu bewirken, auch wenn dies bedeutet, sich gegen die Mehrheitsmeinung zu stellen. Soziale Medien und Netzwerke sieht sie als Plattform für kritische Auseinandersetzungen, den Austausch von Ideen sowie als Möglichkeit, eigene Botschaften und Sichtweisen einer breiteren Öffentlichkeit zugänglich zu machen, auch wenn sie die Welt teilweise problematisch erlebt.

### Jackpot (2024)
In diesem 11-minütigen Kurzfilm arbeitet Nelu in einem Pfandleihhaus und Ilinca ist in einem Reisebüro an derselben belebten Kreuzung angestellt. Zu ihrem Alltag gehört es, gemeinsam schnell zu Mittag zu essen und gleichzeitig verschiedene Lebenspläne zu schmieden.

### Kontinental '25 (2025)
Der Film, der 2025 auf den 75. Internationalen Filmfestspielen Berlin Premiere hatte, handelt von einem Obdachlosen, der aus dem Keller eines Hauses vertrieben wurde und anschließend Selbstmord begeht. Die Gerichtsvollzieherin, die die Räumung vollstreckt hat, unternimmt in der Folge verschiedene Versuche, ihr Gewissen zu beruhigen.
In einer Mischung aus Drama und Komödie seziert der Film Themen wie Wohnungsnot, postsozialistische Wirtschaft, Nationalismus und die Macht der Sprache zur Aufrechterhaltung des sozialen Status. Manolache spielt in diesem Film Irina.

## Filmografie
- 2005: Lacrimi de iubire, Fernsehserie
- 2006: Day-dream, Kurzfilm
- 2009: Weekend cu mama
- 2010: Bunraku
- 2013: Funeralii fericite
- 2015: Bucuresti NonStop
- 2018: Morski Briz
- 2018: Mir ist es egal, wenn wir als Barbaren in die Geschichte eingehen[10][11]
- 2020: Neidentificat
- 2021: Bad Luck Banging or Loony Porn[12]
- 2021: Caricaturana, 9-minütiger Kurzfilm

## Preise
- 2023: Silver Hugo für die beste Performance beim Chicago International Film Festival[13]
- 2024: Gopo Award als beste Hauptdarstellerin[14]
- 2024: Best Breakthrough Performance bei den International Cinephile Society Awards